# Heilig Kreuz (Hallerndorf)

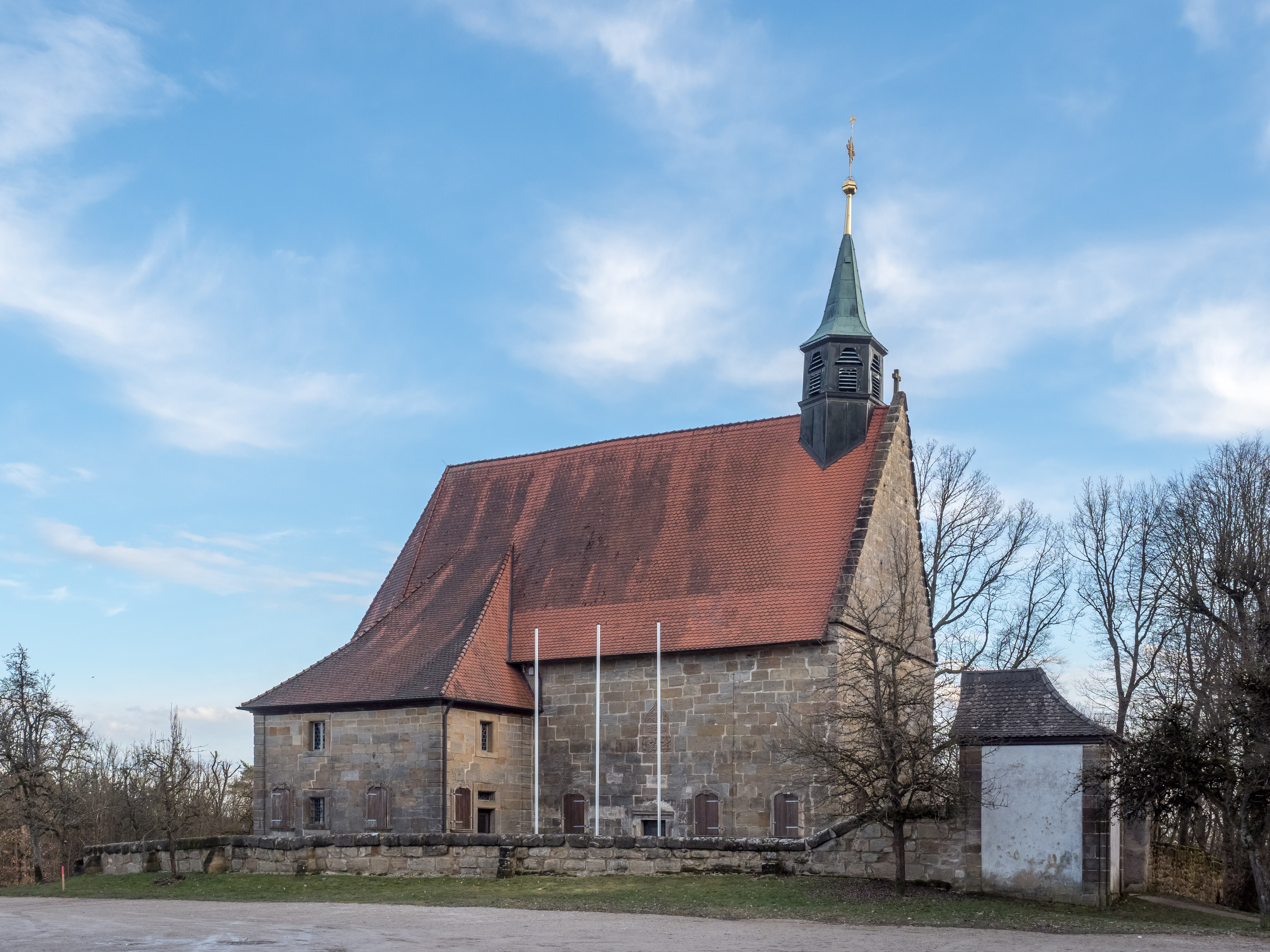
Heilig Kreuz (Hallerndorf)

Die römisch-katholische Wallfahrtskirche Heilig Kreuz steht in Kreuzberg, einer Einzelsiedlung der Gemeinde Hallerndorf im Landkreis Forchheim (Oberfranken, Bayern). Das Bauwerk steht unter Denkmalschutz und ist unter der Denkmalnummer D-4-74-133-31 als Baudenkmal in der Bayerischen Denkmalliste eingetragen. Es gehört zum Erzbistum Bamberg.

## Beschreibung
Die Saalkirche, die 1453 an Stelle eines Vorgängerbaus errichtet wurde, besteht aus einem Langhaus und einem Chor mit 5/8-Schluss im Osten. Aus dem Satteldach des Langhauses erhebt sich im Westen ein sechseckiger, mit einem spitzen Helm bedeckter Dachreiter, der den Glockenstuhl beherbergt. Der Hochaltar und die Seitenaltäre wurden 1737/38 gebaut, die Kanzel um 1775. 
Die Orgel auf der Empore hat neun Register, ein Manual und ein Pedal und wurde 1710 von einem unbekannten Orgelbauer gebaut.